# Comuna Șinteu, Bihor
Șinteu (în slovacă Nová Huta) este o comună în județul Bihor, Crișana, România, formată din satele Huta Voivozi, Socet, Șinteu (reședința) și Valea Târnei.

## Demografie
Componența etnică a comunei Șinteu
     Slovaci (84,74%)
     Români (6,83%)
     Romi (1,51%)
     Maghiari (1,2%)
     Alte etnii (1%)
     Necunoscută (4,72%)
Componența confesională a comunei Șinteu
     Romano-catolici (84,94%)
     Ortodocși (5,62%)
     Reformați (1,71%)
     Alte religii (2,51%)
     Necunoscută (5,22%)
Conform recensământului efectuat în 2021, populația comunei Șinteu se ridică la 996 de locuitori, în scădere față de recensământul anterior din 2011, când fuseseră înregistrați 1.021 de locuitori. Majoritatea locuitorilor sunt slovaci (84,74%), cu minorități de români (6,83%), romi (1,51%) și maghiari (1,2%), iar pentru 4,72% nu se cunoaște apartenența etnică. Din punct de vedere confesional, majoritatea locuitorilor sunt romano-catolici (84,94%), cu minorități de ortodocși (5,62%) și reformați (1,71%), iar pentru 5,22% nu se cunoaște apartenența confesională.

## Politică și administrație
Comuna Șinteu este administrată de un primar și un consiliu local compus din 9 consilieri. Primarul, Benedek Lașak[*], de la Uniunea Democratică a Slovacilor și Cehilor din România, este în funcție din octombrie 2020. Începând cu alegerile locale din 2024, consiliul local are următoarea componență pe partide politice:
|  | Partid                                                  | Consilieri | Componența Consiliului | Componența Consiliului | Componența Consiliului |
|  | ------------------------------------------------------- | ---------- | ---------------------- | ---------------------- | ---------------------- |
|  | Uniunea Democratică a Slovacilor și Cehilor din România | 3          |                        |                        |                        |
|  | Partidul Social Democrat                                | 3          |                        |                        |                        |
|  | Partidul Național Liberal                               | 2          |                        |                        |                        |
|  | Partidul PRO România                                    | 1          |                        |                        |                        |

## Personalități născute aici
- Ana Bălănean (n. 1960), handbalistă.